# Peter Licht
PeterLicht är en musiker från Köln, Tyskland med hemlig identitet.

## Diskografi

### Album
- 6 Lieder (2000, Betrug)
- 14 Lieder (2001, BMG Modul)
- Stratosphärenlieder (2003, BMG Modul)
- Lieder vom Ende des Kapitalismus (2006, Motor Music)

### Singlar
- Sonnendeck (2001, BMG Modul)
- Heiterkeit (2002, BMG Modul)
- Safarinachmittag (2003, BMG Modul)
- Die Geschichte vom Sommer (2003, BMG Modul)
- Wettentspannen (2006, Motor Music)
- Das absolute Glück (2006, Motor Music)

### 12" Vinyl
- Sonnendeck – Remixe (2003, Mofa Schallplatten/Neuton)
- Heiterkeit – Remixe (2002, Mofa Schallplatten/Neuton)
- Die transsylvanische Verwandte ist da – Remixe (2002, Mofa Schallplatten/Neuton)
- Safarinachmittag (2003, BMG Modul)
- Die Geschichte vom Sommer (2003, BMG Modul)
- Antilopen (2003, BMG Modul)
- Das absolute Glück - Remixe (2006, Motor Music)